# 高野寺 (高知市)
高野寺（こうやじ）は高知県高知市本町二丁目に所在する高野山真言宗寺院。板垣退助の生誕地である。

## 概要
幕末の頃、高野山金剛峯寺塔頭上蔵院が焼失。焼失した堂宇を復興するために、院主であった原信頂和尚は諸国を巡錫していた。その折、廃仏毀釈により荒廃した土佐の仏閣の惨状を目にし、寺院建立を発願する。
明治10年(1877年)、板垣退助は生家を離れ潮江村潮江新田に転居した。この為、生家は空き家となり、立志学舎の校舎として使われたが、立志学舎は程なくして京町へ移転した。明治14年(1881年)4月、原信頂はこの板垣退助の生家を買い受け、高野山出張所の建設を開始。
明治16年(1883年)7月19日、建築落成（開基)。
昭和12年(1937年)、境内に板垣退助の精神を顕彰する板垣会館を建設。上棟式には第32代横綱・玉錦三右エ門、4月6日落成式には頭山満、板垣退助長女・片岡兵子らが出席した。
昭和20年(1945年)7月4日の空襲により焼失したが、昭和39年に再建された。
かつては四国八十八箇所の番外札所として紹介されたが、今日では四国遍路との関連で言及されることは希である。

## 場所の歴史
土佐藩政期に板垣退助(乾家)の邸宅であったが、板垣が高知市潮江新田へ居を移した後、明治10年(1877年)、立志学舎が九反田の旧開成館からこの場所へ移った。この立志学舎は慶応義塾から教員を招聘し、英学を中心とした教育を行い、「関西の慶応義塾」とも呼称された。

## 板垣退助の顕彰

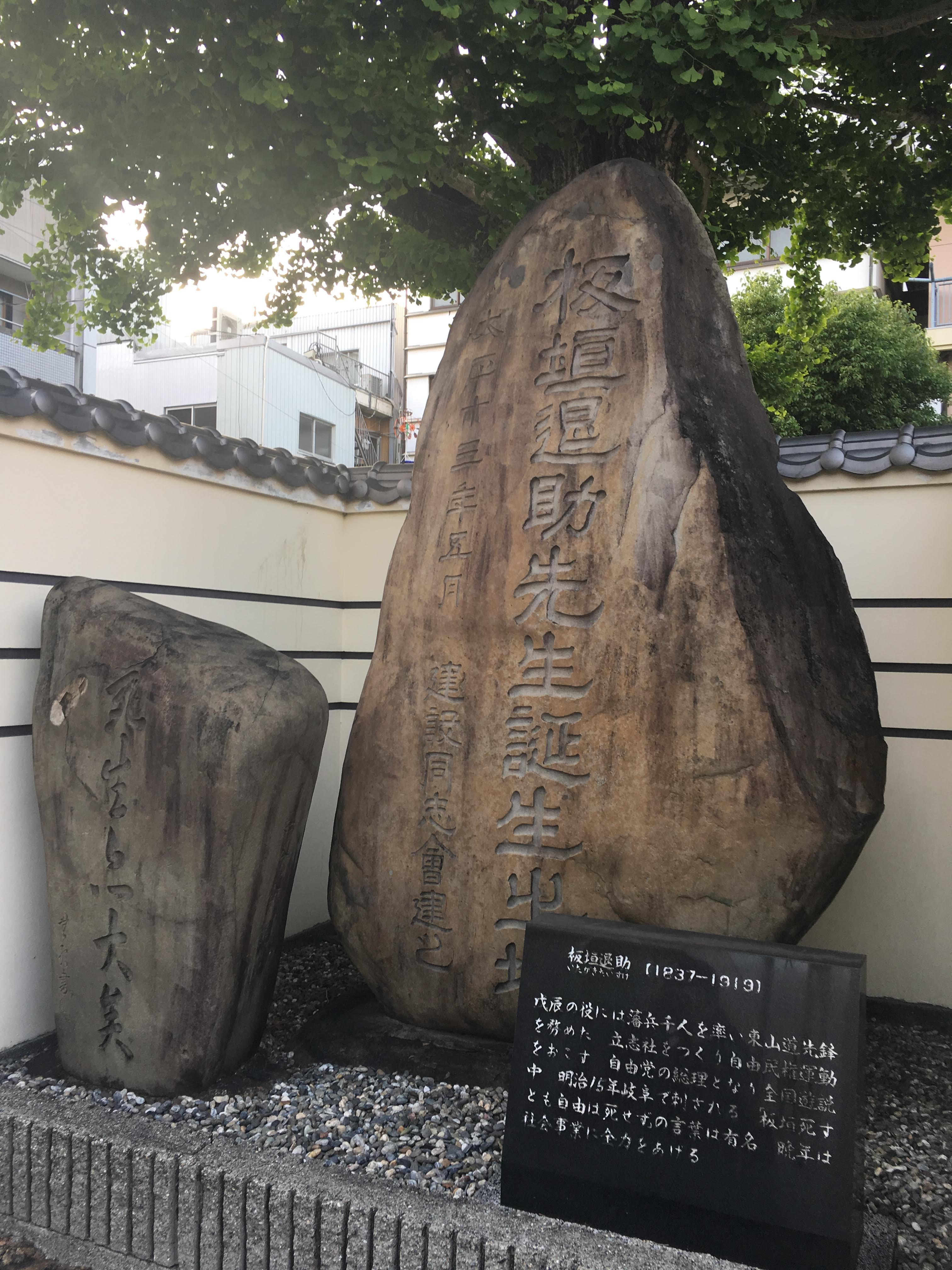
板垣退助先生誕生之地碑（高野寺）
左は板垣退助揮毫による「死生亦大矣」碑

昭和12年(1937年)4月6日、第4世住職・谷信讃の発願による『板垣会館』が建設された。高知大空襲によって本堂、伽藍もろとも焼失したが、板垣退助の命日にあたる7月16日は、板垣の歿後一年も欠かすことなく法要が営まれている。
平成30年(2018年)7月16日、明治維新150年・板垣退助第百回忌法要が挙行され、高知市長・岡崎誠也、板垣退助子孫、NPO法人板垣会、一般社団法人板垣退助先生顕彰会ほか、無双直伝英信流居合術の関係各位らも列席のもと挙行された。

## 境内
- 本堂：本尊・弘法大師（秘仏）、脇仏・不動明王立像と愛染明王坐像、板垣退助位牌[1]（裏面・安倍晋三揮毫）
- 本堂の向かって右奥から手前へ石像や小仏像が並ぶ：不動明王、ひとこと地蔵、十一面観音、弥勒菩薩、聖観音。七福神
- ぼけ封じ観音像
- 板垣退助誕生之地碑
- 死生亦大矣碑[5](板垣退助揮毫) - 無双直伝英信流居合保存のため板垣退助が道場建設に尽力したことを顕彰するもの[1]。